# Zeekr・009
Zeekr・009は、吉利汽車がZeekrブランドで販売する高級電動ミニバンである。

## 概要

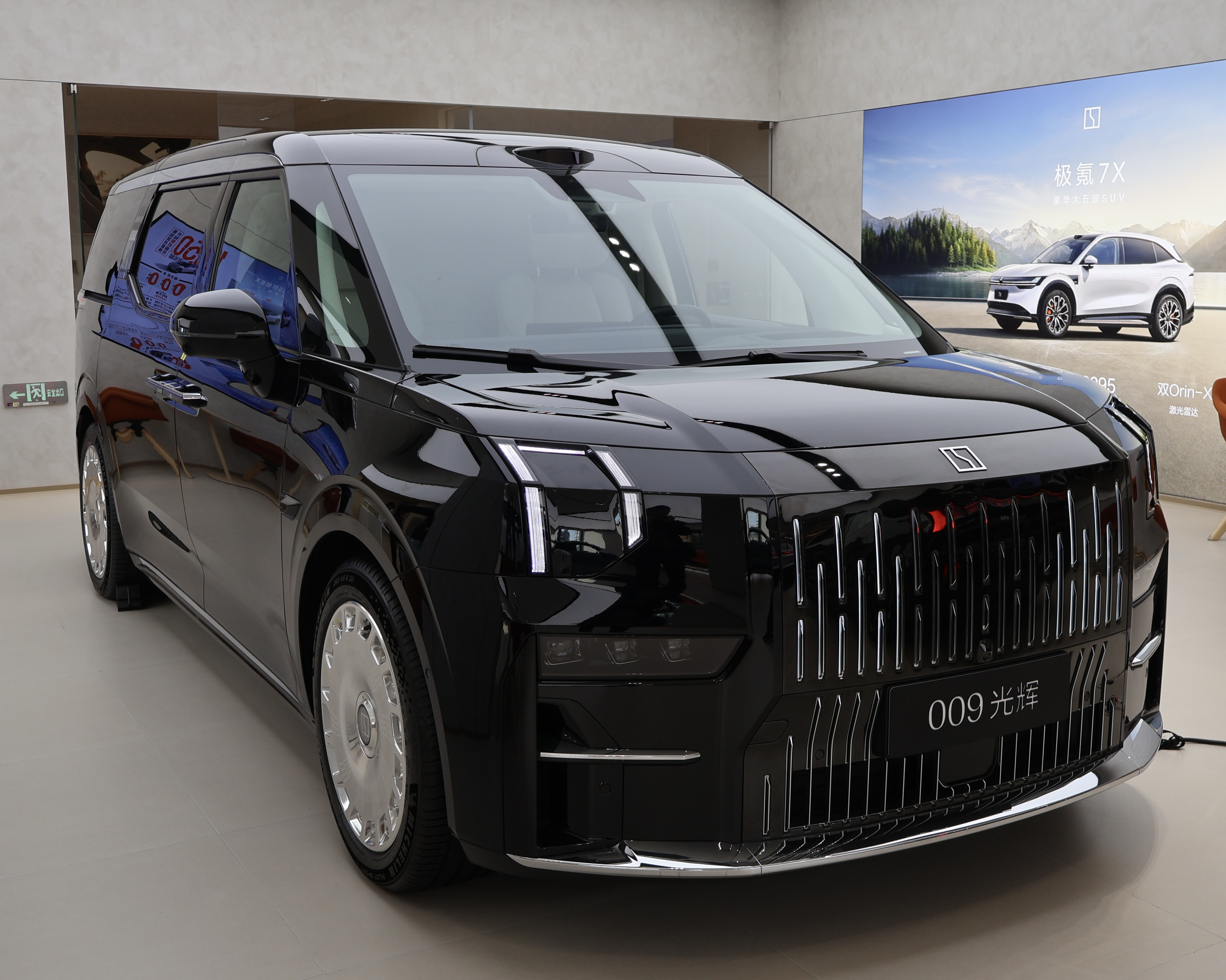
Zeekr 009 Grand

009はZeekrブランド第2弾の量産モデルである。2022年7月にティザーイメージが公開され、同年11月に初公開された。2023年1月から中国向け車両の納車が開始された。
4、6、7人乗りの大型高級電動ミニバンで、吉利汽車のSEAプラットフォームを採用する。元アウディのデザイナーであるステファン・シーラフの率いる、イェーテボリのZeekrのデザインスタジオが車両をデザインした。アクティブエアログリルの採用や、Aピラー・フロントガラス形状の最適化などにより、大型のミニバンにもかかわらずCd値は0.27に抑えられた。
リアエンドボディはアルミダイカスト製で、7,200トンの大型ダイカストマシンを用いて、コンポーネント全体が一体で成型される。これにより溶接点数が約800点削減され、曲げ剛性が11％向上し、衝突時の曲げ変形が16％低減する。Zeekrによると、発表時点ではダイカストマシン・成型品ともに世界最大規模だという。
フロントサスペンションはダブルウィッシュボーン式で、リアサスペンションはオールアルミ製のマルチリンク式。全自動エアサスペンションと電磁制振システムが標準装備され、サスペンションをリアルタイムで制御して乗り心地と走行性能を両立させる。
車内は2+2+2のシートレイアウトで、2列目はマッサージ機能付きのキャプテンシートである。2列目前方の天井には15.6インチのデジタルディスプレイが備わる。車内オーディオとして合計20個のヤマハ製Hi-Fiスピーカーが装備される。
ADAS用センサーとプロセッサとして、Mobileye製のEyeQ5H 7nmチップが2台、8メガピクセルのHDカメラが7台、2メガピクセルのサラウンドビューカメラが4台、超長距離ミリ波レーダーが1台、短距離超音波センサーが12台搭載される。

## 動力

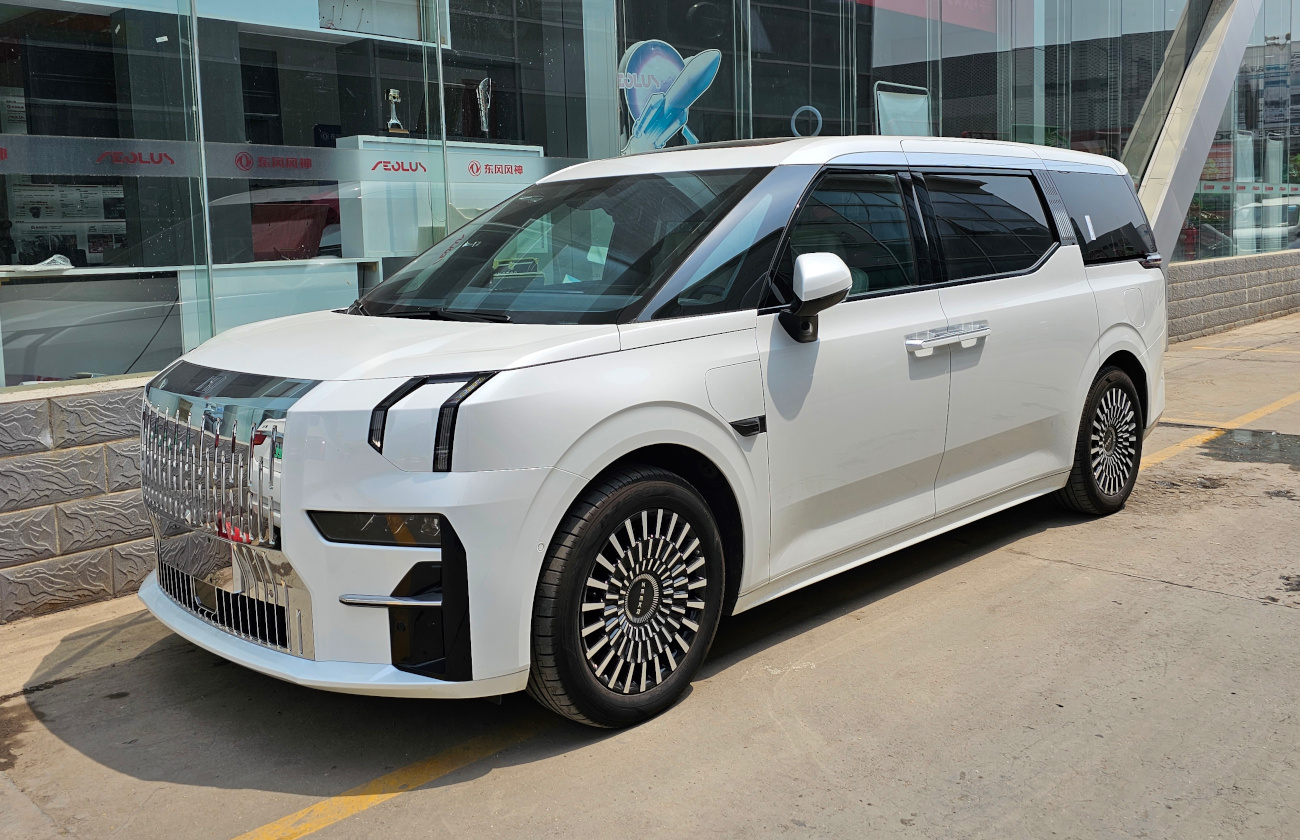
Zeekr 009

009には前後に1基ずつの同期モーターが搭載され、最大出力は400kW（544ps）、最大トルク686Nmを発揮する。2,830kgの車両重量にもかかわらず、0-100km/h加速は4.5秒に到達する。
バッテリーはCATL製で、同社の開発した第3世代NMC系リチウムイオンバッテリー「Qilin（麒麟）電池」を初めて搭載した量産車となる。バッテリー容量は116kWhと140kWhの2種類がラインナップされる。
| モデル | 駆動方式 | 最高出力         | 最大トルク | バッテリー容量 | CLTC航続距離 |
| ------ | -------- | ---------------- | ---------- | -------------- | ------------ |
| WE     | 4WD      | 400 kW（544 ps） | 686 Nm     | 116 kWh        | 702 km       |
| ME     | 4WD      | 400 kW（544 ps） | 686 Nm     | 140 kWh        | 822 km       |

## 写真

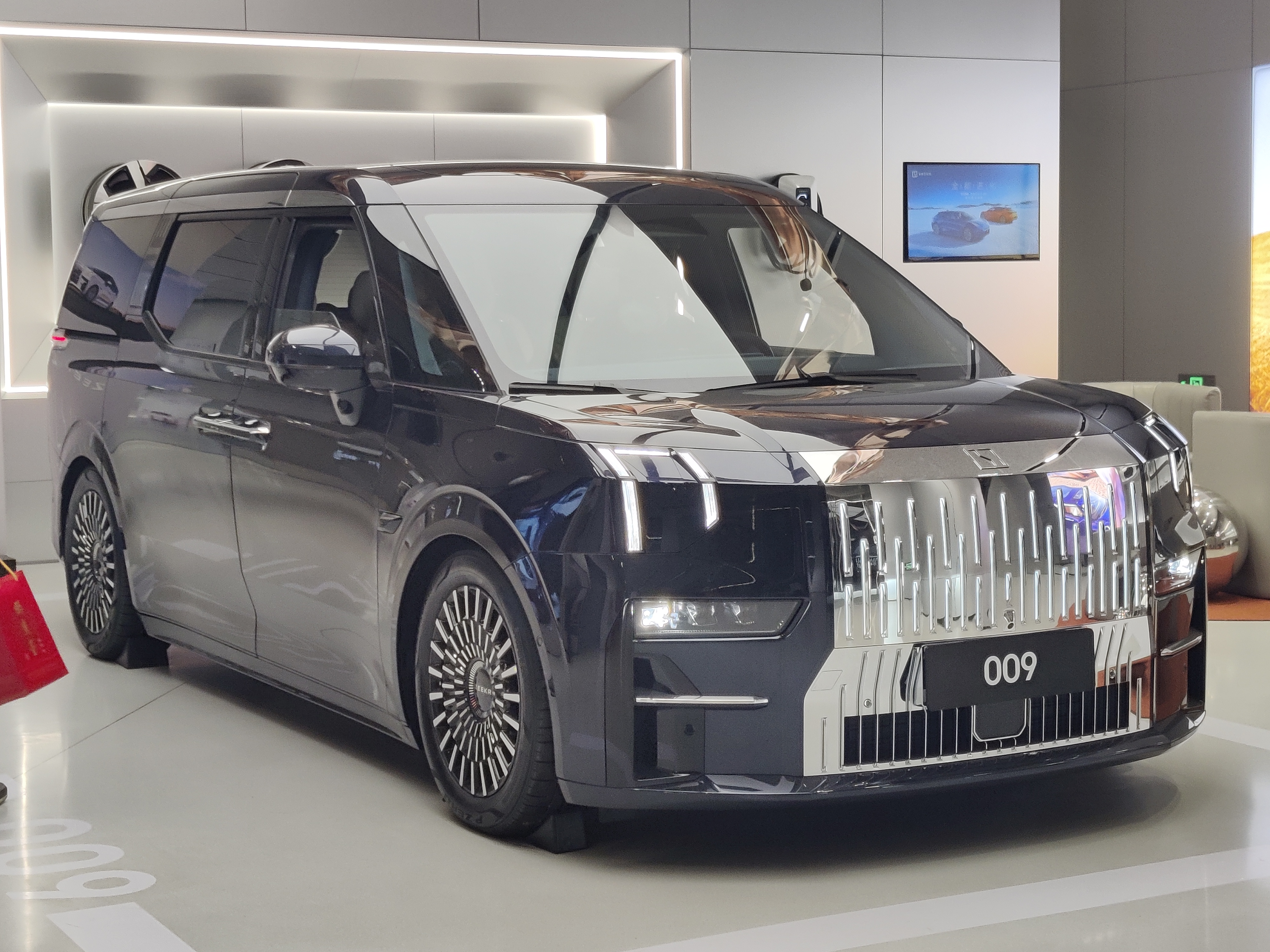
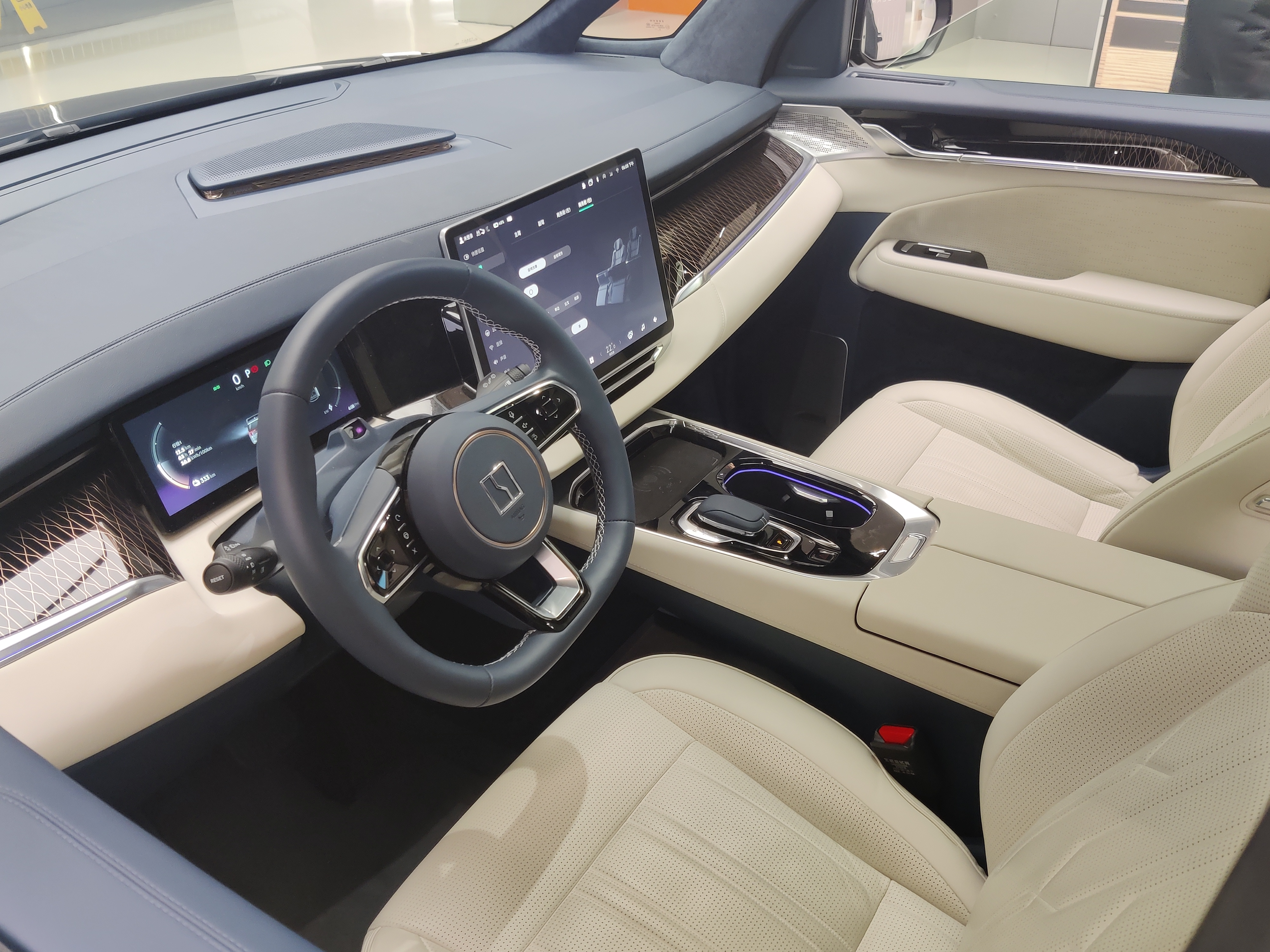